# Villamena
Villamena es un municipio español de la provincia de Granada, en la comunidad autónoma de Andalucía. Pertenece a la comarca del Valle de Lecrín, a orillas del río Dúrcal. Está formado por la fusión en 1974 de los núcleos de población de Cozvíjar y Cónchar. El ayuntamiento está ubicado en el núcleo de Cozvíjar.

## Demografía
Villamena cuenta con una población de 1005 habitantes (INE 2024).
| Gráfica de evolución demográfica de Villamena entre 1981 y 2021 |
| |
| Población de derecho según los censos de población del INE Población de hecho según los censos de población del INEEn 1974 aparece este municipio porque se fusionan los municipios Cónchar y Cozvíjar |

## Economía

### Evolución de la deuda viva municipal
| Gráfica de evolución de Deuda viva del Ayuntamiento de Villamena entre 2008 y 2019                                |
| |
| Deuda viva del Ayuntamiento de Villamena en miles de Euros según datos del Ministerio de Hacienda y Ad. Públicas. |

## Centros educativos
- Colegio Rural de Villamena

formado por dos centros escolares, uno en Cozvíjar y otro en Cónchar. Cada centro tiene varios profesores fijos y los de especialidades se comparten entre los dos centros.
- Escuela municipal de Música y Danza de Villamena

está en el colegio Rural de Villamena, en horario de tardes, uno en Cozvíjar y otro en Cónchar. La secretaría del centro está en el Ayuntamiento. Las especialidades que se ofrecen durante el curso 2010-2011 son: Música y Movimiento, Lenguaje Musical, Guitarra, Piano, Clarinete, Saxofón, Percusión y Flauta.
En Cónchar no hay colegio desde 2012.

## Lugares de Interés

### Cónchar
- Iglesia parroquial de San Pedro (siglo XVII), obra del arquitecto Ambrosio de Vico.
- Atalaya de Cónchar, de origen nazarí, junto a la carretera que conduce a Cozvíjar.

### Cozvíjar
- Iglesia parroquial de San Juan Bautista (siglo XVI, saqueada y quemada en la rebelión morisca, se rehicieron sus techos de madera en el siglo XVII). Restaurado su tejado, fachada y vidrieras en el año 2005.
- Ermita de la Virgen de la Cabeza (siglo XVI).
- Casa del Conde de Villamena (siglo XVII).

## Patrimonio inmaterial

### Cónchar

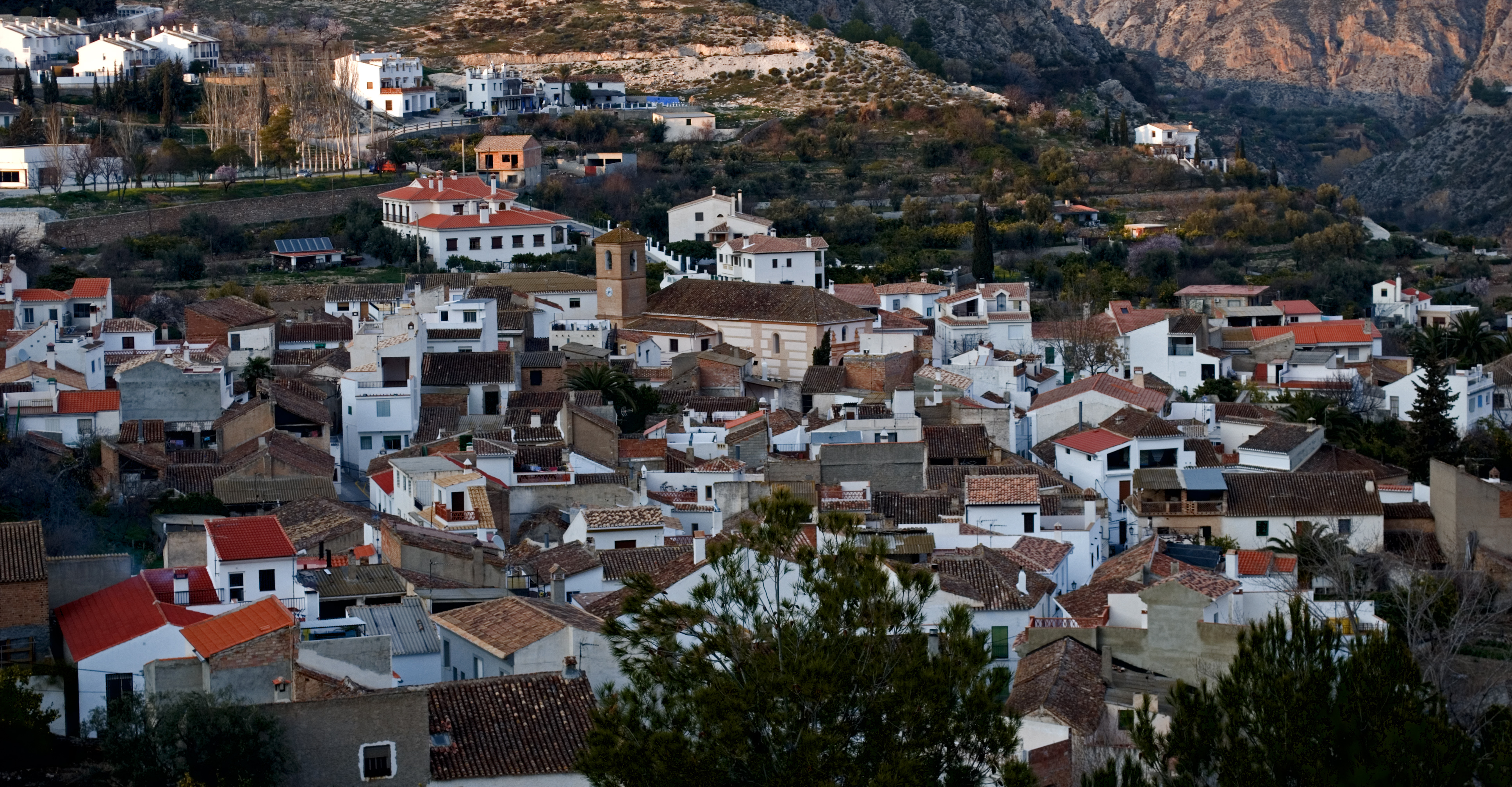
Vista general de Cónchar

- 6 de enero: Fiesta del mosto. Degustación gratuita de mosto y remojón de naranja, coloquialmente denominado "remojón conchúo".
- 1 de enero: Rifa de Ánimas. Subasta popular de productos del terreno, agrícolas sobre todo. Es una fiesta centenaria.
- 3 de mayo: Fiesta de las Cruces.
- 25 de julio: romería de Santiago al río. Verbena nocturna.
- 15, 16 y 17 de agosto: Fiestas de San Roque.

### Cozvíjar
- Domingo de Resurrección: Procesión a la ermita de la Virgen de la Cabeza, en donde se encuentra la Virgen con el "Niño de Dios" y se enciende una gran hoguera, para celebrar la resurrección de Jesucristo.
- 15 de mayo: Romería de San Isidro.
- Primer fin de semana de agosto: Fiestas populares en honor a la Virgen de la Cabeza.

## Otros lugares de interés
- Cuevas del Holonque (Cónchar).
- Cuevas del Paleolítico (Cozvíjar).
- Río de los Arcos (Cónchar).
- Arroyo del Alcázar y su catarata (Cónchar).